# Темировский сельский совет
Темировский сельский совет (укр. Темирівська сільська рада) — входит в состав
Гуляйпольского района
Запорожской области
Украины.
Административный центр сельского совета находится в 
с. Темировка.

## Населённые пункты совета
- с. Темировка
- с. Обратное